# Espaço de Traube
O espaço (semilunar) de Traube é um espaço anatômico de importância clínica. É um espaço em forma de lua crescente, circundado pela borda inferior do pulmão esquerdo, a borda anterior do baço, o rebordo costal esquerdo e a margem inferior do lobo esquerdo do fígado. Dessa maneira, suas referências superficiais são respectivamente a sexta costela superiormente, a linha axilar anterior esquerda lateralmente e o rebordo costal esquerdo inferiormente. A percussão nesse espaço é feita para avaliar a possibilidade de esplenomegalia.

## Epônimo
O nome foi dado em homenagem a Ludwig Traube, médico patologista alemão nascido em 1818. Não deve ser confundido com sinal de Traube.